# Homer Collar Skeels
Homer Collar Skeels  (1873 -1934 ) fue un agrónomo y botánico estadounidense.
Desarrolló su actividad científica en el USDA.

## Algunas publicaciones
- 1898. Seeds Per Pound of Timothy, Alfalfa & Five Clovers. Ed. State Agricultural College, 16 pp.

- La abreviatura «Skeels» se emplea para indicar a Homer Collar Skeels como autoridad en la descripción y clasificación científica de los vegetales.[2]